# Elkins (Virginia Occidentale)
Elkins è un comune degli Stati Uniti d'America, nella contea di Randolph nello Stato della Virginia Occidentale.